# Hartmut Reck
Hartmut Reck (* 17. November 1932 in Berlin; † 30. Januar 2001 in Nienburg/Weser) war ein deutscher Filmschauspieler und Synchronsprecher.

## Leben
Hartmut Reck erhielt seine Ausbildung ab 1951 beim Nachwuchsstudio der DEFA und an der Staatlichen Schauspielschule Berlin. Er gab sein Debüt unter Bertolt Brecht am Berliner Ensemble 1953 und stand seit 1956 als Schauspieler vor der Kamera, zunächst bei der DEFA. Dort verkörperte er wiederholt in anti-westlichen Propagandastreifen fehlgeleitete Jugendliche.
1959 übersiedelte er in die Bundesrepublik. Der bekannteste Spielfilm, in dem er mitwirkte, war der 1962 produzierte US-amerikanische Kriegsfilm Der längste Tag, in dem neben vielen amerikanischen Stars auch eine Reihe deutscher Schauspieler wie Wolfgang Büttner und Wolfgang Preiss zu sehen sind. 1965 spielte er in dem Edgar-Wallace-Film Der unheimliche Mönch an der Seite von Karin Dor und Harald Leipnitz.
Vor allem aber war er für das Fernsehen tätig. So spielte er 1959 die Titelrolle in dem Film Raskolnikoff, der nach dem Roman Schuld und Sühne von Fjodor Michailowitsch Dostojewski entstand. In weiteren Rollen waren Paul Verhoeven, Solveig Thomas, Uwe Friedrichsen und Ernst Fritz Fürbringer zu sehen. 1962 spielte er in einer weiteren Romanverfilmung Jeder stirbt für sich allein von Hans Fallada mit. Die Hauptrollen verkörperten hier Edith Schultze-Westrum, Alfred Schieske und Wolfgang Kieling. Auch in Krimiserien wie Der Kommissar und Tatort war er häufig in Gastrollen zu sehen.
Seit 1988 war er einem breiten Publikum als Kommissar Ecki Schöller in der Fernsehserie Die Männer vom K3 ein Begriff.
Außerdem synchronisierte er Schauspielgrößen wie Anthony Hopkins, John Hurt, Robert Duvall, Michael Caine, Donald Sutherland, Peter Graves, Patrick Stewart, Franco Nero und Terence Hill (u. a. die erste Synchronfassung von Vier Fäuste für ein Halleluja).
Hartmut Reck ist Vater des Filmkomponisten Nikolaus Glowna (aus einer Beziehung mit Vera Tschechowa) und zweier Töchter. Er starb an den Folgen eines Herzinfarkts und ist auf dem Waldfriedhof Obermenzing in München begraben.

## Filmografie
- 1956: Eine Berliner Romanze
- 1956: Zwischenfall in Benderath
- 1957: Sheriff Teddy
- 1957: Tatort Berlin
- 1957: Berlin – Ecke Schönhauser…
- 1957: Polonia-Express
- 1957: Ein Mädchen von 16 ½
- 1959: Tilman Riemenschneider
- 1959: Raskolnikoff
- 1959: Ware für Katalonien
- 1959: Musterknaben
- 1960: Der Groß-Cophta
- 1960: Die Dame ist nicht fürs Feuer
- 1960: Himmel, Amor und Zwirn
- 1960: Das Leben beginnt
- 1960: Der Schleier fiel…
- 1961: Riviera-Story
- 1961: Ruf zur Leidenschaft
- 1962: Leben des Galilei
- 1962: Jeder stirbt für sich allein
- 1962: Anfrage
- 1962: Spielsalon
- 1962: Der längste Tag (The Longest Day)
- 1962: Die Glocken von London
- 1963: Mauern
- 1963: Schlachtvieh
- 1963: Das Ende vom Lied
- 1964: Bericht von den Inseln
- 1964: Tim Frazer: Der Fall Salinger (Durbridge-Mehrteiler)
- 1964: Ein Sommer – ein Herbst
- 1964: Das Duell
- 1964: Die fünfte Kolonne (Serie) – Zwei Pistolen
- 1965: Yerma
- 1965: Ein Tag – Bericht aus einem deutschen Konzentrationslager 1939
- 1965: Glück in Frankreich
- 1965: Der unheimliche Mönch
- 1966: Die gelehrten Frauen
- 1966: Ein Mädchen von heute
- 1966: Conan Doyle und der Fall Edalji
- 1966: An einem ganz gewöhnlichen Tag
- 1967: Fliegender Sand
- 1968: Affäre Dreyfuss
- 1968: Keine Angst vor der Hölle
- 1968: Der Vater und sein Sohn (Serie)
- 1968: König Richard II.
- 1969: Alarm
- 1969: Der Kommissar – Geld von toten Kassierern
- 1969: Die Hupe – Eine Schülerzeitung (13 Folgen)
- 1971: Die Rechte und die Linke Hand des Teufels (Film)
- 1972: Vier Fäuste für ein Halleluja (Film – verschollene Originalfassung)
- 1972: Wir 13 sind 17 (Serie)
- 1972: Der Kommissar – Tod eines Schulmädchens
- 1972: Doppelspiel in Paris
- 1973: Bauern, Bonzen und Bomben (Mehrteiler)
- 1974: Gemeinderätin Schumann (Serie)
- 1976: Partner gesucht (Serie)
- 1978: Kommissariat 9 (Serie) – Ein Schluck aus der Pulle
- 1980: Im schönsten Bilsengrunde (Serie)
- 1981: Der Aufsteiger
- 1982: Betti, die Tochter
- 1983: Tatort – Mord ist kein Geschäft
- 1983: Wie es geschah
- 1986: Maria Stuart
- 1986: Mord am Pool
- 1986: Lauter Glückspilze (Serie)
- 1986: Quadrille
- 1986: Die Sterne schwindeln nicht
- 1987: Das Erbe der Guldenburgs (Serie)
- 1988–2003: Die Männer vom K3 (Serie, 38 Folgen)
- 1989: Radiofieber (Mehrteiler)
- 1992: Der Fotograf oder Das Auge Gottes (Serie)
- 1993: Nervenkrieg
- 1994: Forsthaus Falkenau – Folge: Grenzgänger
- 1994: Cornelius hilft (Serie)
- 1996: Mona M. – Mit den Waffen einer Frau (Serie)
- 1996: Tatort – Wer nicht schweigt, muß sterben

## Synchronrollen (Auswahl)
- 1957: Antonin Sura als Jan (nicht Jan Hus) in Jan Hus

## Hörspiele
- 1956: William Shakespeare: Hamlet, Prinz von Dänemark (Laertes) – Regie: Martin Flörchinger (Hörspiel – Rundfunk der DDR)
- 1961: Wolfgang Weyrauch: Totentanz (Junger Mann) – Regie: Martin Walser (Hörspiel – BR/NDR)